# Raúl Arellano
Raúl Arellano, teljes nevén Raúl Arellano Villegas (1935. február 28. – 1997. október 12.) mexikói válogatott labdarúgócsatár.

## Pályafutása
Játékoskarrierje legnagyobb részét a Guadalajarában töltötte, ahol tagja volt a klub aranykorszakát fémjelző „campeonísimo”-generációnak, amellyel hat bajnoki címet is ünnepelhetett 1957 és 1964 között. A bajnoki elsőségeken kívül egyszeres kupa-, és ötszörös szuperkupa-győztes. Az aktív futballt a Tampicóban fejezte be 1968-ban.
A válogatottban 1953-ban mutatkozott be, majd egy évvel később részt vett az1954-es világbajnokságon. A nemzeti csapatban nyolc meccset játszott, gólt nem szerzett.